# Leinster (Australia)

s
Leinster – miasto w Australii, w stanie Australia Zachodnia.